# Silvio Hein
Silvio Hein (* 15. Mai 1879 in New York City; † 19. Dezember 1928 in Saranac Lake, New York) war ein heute wenig bekannter US-amerikanischer Komponist.

## Leben
Hein wurde als zweiter Sohn des Ehepaares Victor (* 1847 in Österreich; † ?) und Irene Hein (* 1854 in Italien; † ?) in den Vereinigten Staaten geboren. Als Junge wurde er nach Europa geschickt, wo er in Wien und in Triest studierte.
Er war noch keine 20 Jahre alt, als er seine erste Operette komponierte. Mit 22 Jahren schrieb er den Topseller Every Morn I Bring Thee Violets. Von 1905 bis 1922 komponierte er hauptsächlich Musicals für den Broadway. Sein vermutlich bekanntestes und populärstes Werk war He's A Cousin Of Mine (1906).
Er war 1914 einer von neun Gründungsmitgliedern der ASCAP, bei der er Vorsitzender und später Vorstandsbeisitzer war. Wie die beiden weiteren Gründer Jacob Witmark und Gustave Adolph Kerker war auch Hein Freimaurer.
Hein litt ab Mitte 20 an einer chronischen Lungeninfektion. Mit 46 Jahren musste er seine Tätigkeit für die Bühne einstellen. Seine letzten Jahre verbrachte er im Good-Samaritan-Sanatorium in Saranac Lake. Sein Leichnam wurde auf dem Evergreens Cemetery in Brooklyn beigesetzt.

## Musicals (Auszug)
- Some Party, Jolson’s 59th Street Theatre, 1922
- The Girl from Home, Globe Theatre, 1922
- Experience, Manhattan Opera House, 1918
- The Merry Wives of Windsor, Park Theatre, 1917
- Miss Daisy, Miss Daisy, 1914
- Miss Daisy, Herald Square Theatre, 1910
- Moonshine, Majestic Theatre, 1906